# Itimādpur
Itimādpur är en ort i Indien.   Den ligger i distriktet Agra och delstaten Uttar Pradesh, i den centrala delen av landet, 180 km sydost om huvudstaden New Delhi. Itimādpur ligger 167 meter över havet och antalet invånare är 22 697.
Terrängen runt Itimādpur är mycket platt. Runt Itimādpur är det tätbefolkat, med 947 invånare per kvadratkilometer. Närmaste större samhälle är Agra, 18,8 km väster om Itimādpur. Trakten runt Itimādpur består till största delen av jordbruksmark.